# Niella
La niella, clavell d'ase, clavell de blat, clavell de moro, herba de la geneta o herba del git (Agrostemma githago, sinònim: Lychnis githago) és una espècie de mala herba messeguera (és a dir, dels camps de cereals) dins la família de les Cariofil·làcies. Als Països Catalans es distribueix al País Valencià, Catalunya i la part occidental de Mallorca. A Europa és general excepte al nord d'Escandinàvia i Islàndia.
Addicionalment pot rebre els noms de ballaruma, clavell de bladeguera, clavellina, negrelló, niella (llavor), niella de blat, niella de blats i nielles. També s'han recollit les variants lingüístiques ballaruna, clavell des blat, negreió i neguilla.
Actualment s'ha estès per la sembra de cereals amb la seva llavor en molts llocs de tot el món amb clima temperat. Tanmateix l'ús d'herbicides l'ha feta progressivament més rara.

## Descripció

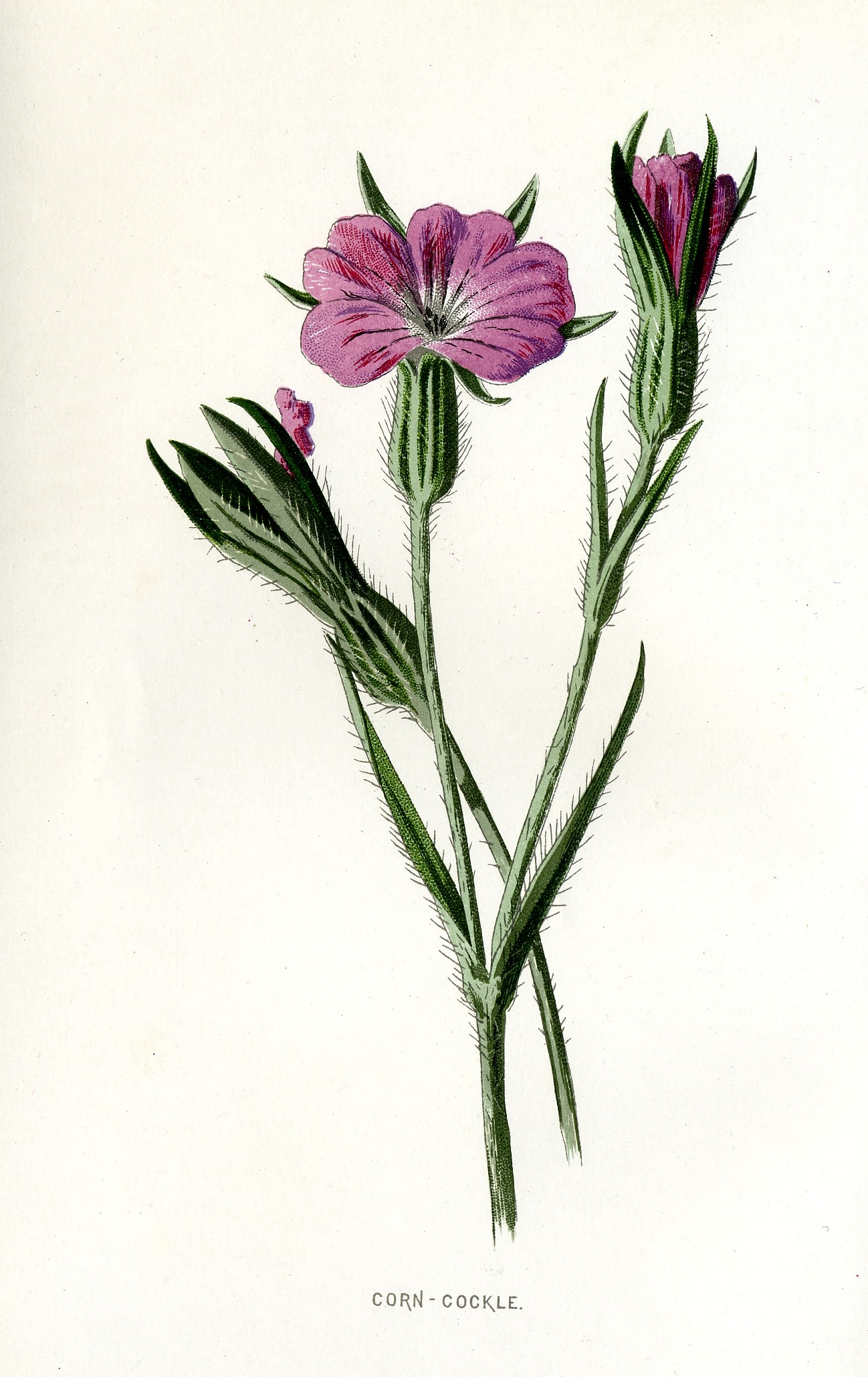
Niella

És una planta anual herbàcia i erecta de 20 a 100 cm d'alt. Fulles linears-lanceolades, oposades. Flors solitàries de 25 a 50 mm, llargament pedunculades, pètals purpuris, més curts que el calze. Càpsula oblonga. Llavors negres d'uns 3,5 mm de diàmetre. Als Països Catalans floreix de març a juliol i es troba des del nivell del mar fins a 1.700 m d'altitud. Tota la planta és verinosa, però s'ha fet servir en medicina popular.